# علیرضا قزوه
علیرضا قَزوه (زاده ۱ بهمن ۱۳۴۲)، نویسنده و شاعر ایرانی می‌باشد. قزوه در دومین دوره جشنواره بین‌المللی شعر فجر در بخش پایداری و انتفاضه، شاعر برگزیده شد. و برنده دو قلم زرین دوره یازدهم و دوره بیست و دوم می‌باشد. وی رئیس مرکز تحقیقات فارسی رایزنی فرهنگی جمهوری اسلامی ایران در دهلی نو بود. او با شعر بلند مولا ویلا نداشت به عنوان شاعر منتقد، وارد فضای هنر و ادبیات معاصر شد. قزوه در دی ماه ۱۴۰۰ با حکمی از سوی رئیس سازمان صدا و سیما به ریاست دفتر شعر، موسیقی و سرود سازمان صدا و سیما منصوب شد. او از جمله شاعران موسوم به «حوزه انقلاب» و «دفاع مقدس» بوده و درون‌مایهٔ اشعار او بیشتر، مذهبی و اجتماعی می‌باشند که در قالب شعر سپید و غزل منتشر شده‌اند.

## زندگی
علیرضا قزوه در اول بهمن ماه سال ۱۳۴۲، در گرمسار استان سمنان به دنیا آمد. دوران کودکی و تحصیلات را در همان‌جا گذراند و در سال ۱۳۶۱، دیپلم علوم تجربی گرفت. در سال ۱۳۶۴ وارد دانشگاه حقوق قم شد و در سال ۱۳۶۹، مدرک کارشناسی آن را دریافت کرد. چند سال بعد تحصیلات خود را در رشته کارشناسی ارشد زبان و ادبیات فارسی دانشگاه آزاد اسلامی واحد تهران ادامه داد و در سال ۱۳۷۶ موفق به دریافت مدرک کارشناسی ارشد دانشگاه آزاد گردید. او در سال ۱۳۹۱ از تاجیکستان، مدرک دکتری خود را در رشته زبان فارسی دریافت کرد.

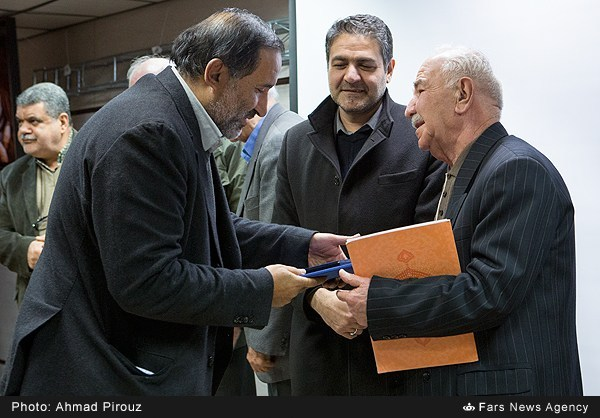
علیرضا قزوه در مراسم بزرگداشت یاور همدانی، ۱۳۹۴ خورشیدی

قزوه اولین شعر خود را در سال ۱۳۶۰ سرود و در سال ۱۳۶۳ همکاری خود را با مجله امید انقلاب آغاز کرد. اشعار وی تاکنون به صورت پراکنده در بعضی روزنامه‌ها، مجلات کثیرالانتشار و مجموعه شعرهای گردآوری شده، انتشار یافته‌است. قزوه تاکنون با روزنامه‌ها و سازمان‌های جمهوری اسلامی، اطلاعات، ماهنامه ادبستان، صدا و سیما، حوزه هنری، بنیاد حفظ آثار و نشر ارزش‌های دفاع مقدس و… همکاری داشته‌است. او از سال ۱۳۶۸ تا سال ۱۳۷۷ مسئولیت صفحه «بشنو از نی» روزنامه اطلاعات را عهده‌دار بوده‌.
از سال ۱۳۷۸ هم‌زمان با دوران رایزنی فرهنگی علی موسوی گرمارودی وابسته فرهنگی ایران در در تاجیکستان بود. وی از جمله شاعرانی است که در همایش‌های سراسری شعر دفاع مقدس، و شب شعرهای دفاع و مقاومت حضوری فعال داشته‌است. قزوه در سال‌های ۱۳۸۰ تا ۱۳۸۲ و هم‌زمان با ریاست محمدعلی زم، مسئولیت کانون‌های ادبی فرهنگسراهای تهران را بر عهده داشت.

### سبک شعر
قزوه از غزل‌سُرایان دهه شصت به‌شمار می‌رود؛ گرچه آثاری نیز در عرصه شعر نو دارد. از لحاظ محتوا، او از اولین شاعرانی است که به سیاه‌کاری‌ها در دوران جنگ اعتراض می‌کند. در مجموعه از نخلستان تا خیابان می‌سرود:
| دسته گلها دسته دسته می‌روند از یادها |  | گریه کن ای آسمان در مرگ طوفان‌زادها |
| سخت گمنامید اما ای شقایق سیرتان     |  | کیسه می‌دوزند با نام شما شیادها     |

«بگذار ملوک به آرامگاه خانوادگیش بنازد و هر روز عکس پدر بزرگش را پاک کند تا همه بدانند نجیب‌زادهٔ قاجاری است و از روی قصد کوچهٔ شهید صداقت را کوچهٔ اعتصام‌السلطنه بنامد دیروز در خیابان، زنی را دیدم که مانتوهای سبک سامورایی را تبلیغ می‌کرد با آستین‌های تنگ مخصوص آنان که با تیمّم نماز می‌خوانند و تاجری سه تیغه را که به مرد شش میلیون دلاری محل نمی‌گذاشت هزار تا چاقو می‌ساخت همه‌اش را احتکار می‌کرد.»
در زمینه شعر جنگ از قزوه در کنار شاعرانی همچون حسین اسرافیلی و پرویز بیگی حبیب آبادی به عنوان چهرهٔ‌های پرکار در این حوزه نام برده می‌شود.

## مسئولیت‌ها
- مرکز آفرینش‌های ادبی حوزه هنری سازمان تبلیغات اسلامی از اردیبهشت ۱۳۹۲[۱۴]
- مسئولیت صفحهٔ ادبی روزنامهٔ اطلاعات (بشنو از نی)[۱۵]
- وابسته فرهنگی سفارت جمهوری اسلامی ایران در تاجیکستان
- دبیر کنگرهٔ سراسری شعر دفاع مقدس در استان کرمانشاه
- دبیر نخستین جشنواره بین‌المللی شعر فجر[۱۶]
- مسئول دفتر شعر و موسیقی وزارت ارشاد[۱۷]
- رئیس دفتر شعر، موسیقی و سرود سازمان صداوسیما

## جوایز
- در بیست و چهارمین دوره کتاب سال جمهوری اسلامی ایران، اگرچه کتاب برتر معرفی نشد، اما قزوه به خاطر کتاب شعر با کاروان نیزه جایزه تشویقی گرفت.[۱۸]
- علیرضا قزوه و حمیدرضا برقعی به عنوان «شاعران مردمی ۱۰ سال اخیر» در مراسم پایانی هفتمین جشنواره بین‌المللی شعر فجر معرفی شدند. در مراسم پایانی جشنواره اعلام شد، در این نظرسنجی محمدرضا شفیعی کدکنی، محمدعلی معلم دامغانی، محمدعلی بهمنی و فاضل نظری نیز آرای بالایی داشته‌اند. علیرضا قزوه هنگام دریافت جایزه‌اش گفت که این جایزه را به محمدرضا شفیعی کدکنی اهدا می‌کند.[۱۹]
- صبح بنارس سروده علیرضا قزوه برگزیده یازدهمین دوره جایزه قلم زرین در بخش شعر شد.[۲۰]
- صبح بنارس سروده قزوه در بخش شعر بیست و یکمین جایزه کتاب فصل به عنوان برگزیده انتخاب و معرفی شد. قزوه پس از اعلام این جایزه گفت: «امروز شنیدم کتاب صبح بنارس که شعرهای پنج سال آخر من در هند بود و از سوی انتشارات شهرستان ادب منتشر شده بود، جایزه بیست و یکمین دوره کتاب فصل را در بخش شعر به خود اختصاص داده‌است. ارزش مادی و معنوی این جایزه را تقدیم می‌کنم به زنده یاد محسن پزشکیان، شاعری که در عین شایستگی هرگز فرصت شناخته شدن نیافت. شاعری اهل مبارزه و اعتراض که از زندانیان زمان شاه بود و در اوایل انقلاب برای دیدار سید روح‌الله خمینی به قم می‌رفت که در تصادفی با فرزند کوچکش به دیار باقی شتافتند.[۲۱]

## آثار
مجموعه آثار علیرضا قزوه عبارت‌اند از: 
- از نخلستان تا خیابان – ۱۳۸۶
- دو رکعت عشق – ۱۳۷۷
- پرستو در قاف – ۱۳۷۴
- شبلی و آتش – ۱۳۷۵
- این همه یوسف – ۱۳۷۶
- خورشیدهای گمشده – ۱۳۷۶
- گزیده ادبیات معاصر – ۱۳۷۸
- قدم زدن در کلمات – ۱۳۷۹
- عشق، علیه‌السلام – ۱۳۸۱
- با کاروان نیزه – ۱۳۸۴
- پشت هر سنگ خداست – ۱۳۸۷
- این همه یوسف – ۱۳۸۷
- من می‌گویم شما بگریید (مرثیهٔ عاشورایی) – ۱۳۸۵
- سوره انگور (گزیده اشعار) – ۱۳۸۷
- شامِ اَوَد - ۱۴۰۲ [۲۳][۲۴]

قزوه در سرودن انواع شعر کلاسیک طبع آزمایی کرده؛ اما دلبستگی و علاقه‌اش به سرودن غزل و دوبیتی از دیگر انواع شعر، بیشتر است و در غزل‌سرایی، زبان و شیوه خاصی دارد. شعرش پسند خاطر ادب دوستان قرار گرفته‌است و در سرودن شعر نو توانمندی قابل قبولی از خود نشان داده‌است.

## بررسی آثار

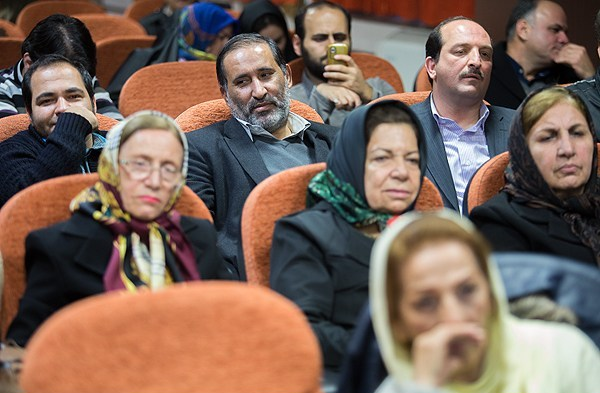
علیرضا قزوه در کنار بابک نیک‌طلب در مراسم یاور همدانی، ۱۳۹۴ خورشیدی

او از نخستین کسانی است که در سروده‌های پس از جنگ ایران و عراق به وادی حسرت و دلتنگی گام نهاده‌است. بخشی از آثار او جمع‌آوری شعر است که از آن به عنوان کتاب‌سازی یاد می‌شود.
برخی منابع از تأثیر شاعرانی همچون سید حسن حسینی، قیصر امین‌پور، علی معلم دامغانی و محمدرضا عبدالملکیان در قزوه سخن می‌گویند.
سید حسن حسینی دربارهٔ غزل «رایحه سیب» او می‌نویسد و به تقلیدهای وی از شاعرانی از جمله خودش اشاره می‌کند.

## داوری
- مسابقه شعر سرزمین شعر

## حواشی
- علیرضا قزوه در واکنش به اتفاقات روز در ایران و جهان، هم اشعاری سروده‌است که در این رابطه، می‌توان به موارد زیر اشاره کرد:

- شعری در واکنش به شعر جنجالی گونتر گراس: انتشار شعری از گونتر گراس در انتقاد از عملکرد اسرائیل پیرامون تسلیحات هسته‌ای در یک روزنامه آلمانی بازتاب‌های فراوانی داشت و قزوه نیز در استقبال از مواضع وی شعری در قالب نو منتشر کرد.[۳۳]

- او همچنین پس از انتشار ترانه نقی توسط شاهین نجفی، نیز شعر دیگر در پاسخ به وی سرود. او در آن شعر نو عوامل ساخت آن آهنگ از جمله شاهین نجفی را سگ، شغال، دهن بی‌چاک، شیطان، مزدور، هرجایی، مرتد، خفاش و... خطاب کرد.[۳۴]

- قزوه پیرامون جنبش وال استریت نیز شعری با مطلع: «این‌ها که ایستاده‌اند در وال استریت / و داد می‌زنند ۹۹ درصد ما / این‌ها هم از سپاه قدساند؟!» سروده‌است.[۳۵]